# Berlaimont
 Berlaimont  es una población y comuna francesa, en la región de Norte-Paso de Calais, departamento de Norte, en el distrito de Avesnes-sur-Helpe. Es el chef-lieu del cantón de Berlaimont, aunque Aulnoye-Aymeries la supera en población.

## Demografía
| 3811 | 3836 | 3797 | 3532 | 3398 | 3229 |
| Para los censos de 1962 a 1999 la población legal corresponde a la población sin duplicidades (Fuente: INSEE [Consultar]) |      |      |      |      |      |